# Hoe-deopbap
Le hoe-deopbap (회덮밥) ou bibimbap au poisson cru, est un plat coréen composé de riz cuit à la vapeur mélangé à du poisson cru et divers légumes comme la laitue, le concombre, assaisonné d'huile de sésame et de chogochujang (une sauce à base de vinaigre, de gochujang et de sucre). Les poissons utilisés pour la fabrication du hoe-deopbap sont généralement le flétan, le bar, le sebaste, le thon, le saumon ou le corégone.